# Championnat du monde masculin de cyclisme contre-la-montre par équipes

Maillot offert au gagnant du championnat du monde

Le championnat du monde de cyclisme 100 km contre-la-montre par équipes masculin est une épreuve des championnats du monde de cyclisme sur route organisé par l'Union cycliste internationale. 
Il est disputé annuellement à partir de 1962 par équipes nationales de quatre coureurs sur une centaine de kilomètres et a la particularité d'être réservé aux amateurs. À partir de 1972, il n'est plus organisé les années olympiques afin d'éviter de faire doublon avec l'épreuve disputée aux jeux olympiques. La dernière édition a lieu en 1994, année de la création du championnat du monde du contre-la-montre individuel.
Il ne doit pas être confondu avec le championnat du monde par équipes professionnelles de marque disputé entre 2012 et 2018, sur une distance d'une cinquantaine de kilomètres.

## Quelques caractéristiques de ce championnat
- Deux nations se partagent 28 médailles sur les 81 médailles attribuées entre 1962 et 1994. Avec 14 médailles chacune, l'Italie (7 médailles d'or) et l'Union soviétique (5 médailles d'or) ont dominé la spécialité, où les quatre équipiers doivent unir leur effort physique, faire preuve d'endurance et posséder une bonne technique de pénétration dans l'air, de trajectoire et de relais.
- La même épreuve du 100 km était disputée aux Jeux olympiques entre 1960 et 1992. La hiérarchie qui s'y dessinait était sensiblement la même : 
  - URSS 3 médailles d'or (en 1972, 1976, 1980)
  - Italie, 2 médailles d'or (en 1960, 1984), comme les Pays-Bas (en 1964, 1988)
  - République démocratique allemande (RDA) une médaille d'or (1988) et Allemagne, une médaille d'or (1992)
- Quatre frères, les Suédois Erik, Gösta, Sture et Tomas Pettersson ont triomphé trois années consécutives (1967, 1968, 1969)[2], établissant leur suprématie inédite sur une entente parfaite.
- La distance de ce 100 km contre la montre par équipes approchait donc les cent kilomètres, mais elle fut rarement égale à 100 kilomètres. La course la plus longue fut la première édition de ce championnat, en 1962 : 112,600 km. La plus courte a été disputée en 1968 : 95 km à Montevideo. La fourchette se situait entre 98 et 102 kilomètres.
- La moyenne record de l'épreuve a été réalisée par l'équipe de l'Union soviétique en 1985. Sur le parcours de 99,400 kilomètres du circuit de Giavera del Montello, bouclé en 1 heure 51 minutes et 9 secondes, le quatuor soviétique établissait une moyenne de 53,729 km/h[3].
- Les autres meilleures performances ont été réalisées par l'équipe d'Italie en 1991 : 51,590 km/h sur le circuit de Stuttgart (99,100 km en 1 h 54 min 58 s) ; 51,158 km/h en 1994 sur le circuit de Palerme (100,400 km en 1 h 57 min 54 s) ; 50,977 km/h en 1987 à Villach en Autriche (100 km en 1 h 57 min 22 s).
- La chronologie du record s'établit ainsi :
  - 1962, Italie : 45,400 km/h à Roncadello-Brescia
  - 1963, France : 46,664 km/h à Herentals
  - 1964, Italie : 47,936 km/h à Albertville
  - 1968, Suède : 49,544 km/h à Montevideo
  - 1979, RDA : 49,901 km/h à Valkenburg (circuit de 98,540 km)
  - 1981, RDA : 50,307 km/h à Prague (circuit de 100 km)
  - 1983, URSS : 50,355 km/h à Altenrhein (circuit de 100 km)
  - 1985, URSS : 53,729 km/h à Giavera del Montello

## Palmarès
| Édition | Or                                                                                            | Argent                                                                                     | Bronze                                                                                    |
| ------- | --------------------------------------------------------------------------------------------- | ------------------------------------------------------------------------------------------ | ----------------------------------------------------------------------------------------- |
| 1962    | Italie Mario Maino Antonio Tagliani Dino Zandegù Danilo Grassi                                | Danemark Ole Ritter Vagn Bangsburg Mogens Twilling Ole Kroier                              | Uruguay Rubén Etchebarne (ca) Juan José Timón (es) Vid Cencic (pt) René Pezzati (ca)      |
| 1963    | France Michel Béchet Dominique Motte Marcel Bidault Georges Chappe                            | Italie Mario Maino Pasquale Fabbri Danilo Grassi Dino Zandegù                              | Union soviétique Viktor Kapitonov Gainan Saidschushin Youri Melikhov Anatoli Olizarenko   |
| 1964    | Italie Severino Andreoli Luciano Dalla Bona Pietro Guerra Ferruccio Manza                     | Espagne Gines Garcia Peran José Ramón Goyeneche (es) Ramón Sáez Luis Pedro Santamarina     | Belgique Rene Heuvelmans Roland De Neve Roland Van De Rijse Albert Van Vlierberghe        |
| 1965    | Italie Pietro Guerra Luciano Dalla Bona Mino Denti Giuseppe Soldi                             | Espagne Ventura Díaz José Manuel López Rodríguez José Manuel Lasa Domingo Perurena         | France Andre Desvages Gérard Swertvaeger Henri Heintz Claude Lechatellier                 |
| 1966    | Danemark Werner Blaudzun Jørgen Hansen Ole Højlund Flemming Wisborg                           | Pays-Bas Eddy Beugels Tiemen Groen Harry Steevens Rini Wagtmans                            | Italie Attilio Benfatto Luciano Dalla Bona Mino Denti Pietro Guerra                       |
| 1967    | Suède Erik Pettersson Gösta Pettersson Sture Pettersson Tomas Pettersson                      | Danemark Werner Blaudzun Jørgen Hansen Leif Mortensen Henning Pedersen                     | Italie Lorenzo Bosisio Benito Pigato Vittorio Marcelli Flavio Martini                     |
| 1968    | Suède Erik Pettersson Gösta Pettersson Sture Pettersson Tomas Pettersson                      | Suisse Bruno Hubschmid Robert Thalmann Walter Burki Erich Spahn                            | Italie Vittorio Marcelli Flavio Martini Giovanni Bramucci Benito Pigato                   |
| 1969    | Suède Erik Pettersson Gösta Pettersson Sture Pettersson Tomas Pettersson                      | Danemark Mogens Frey Jørgen Hansen Jørn Lund Leif Mortensen                                | Suisse Xaver Kurmann Bruno Hubschmid Josef Fuchs Walter Burki                             |
| 1970    | Union soviétique Valeri Iardy Vladimir Sokolov Boris Choukhov Valeri Likhatchev               | Tchécoslovaquie Jiří Mainuš Frantisek Rezac Milan Puzrla Petr Matoušek                     | Pays-Bas Fedor den Hertog Popke Oosterhof Tino Tabak Adri Duyker                          |
| 1971    | Belgique Gustaaf Hermans Gustaaf Van Cauter Louis Verreydt Ludo Van Der Linden                | Pays-Bas Fedor den Hertog Adri Duyker Frits Schur Aad van den Hoek                         | Pologne Edward Barcik Stanisław Szozda Jan Smyrak Lucjan Lis                              |
| 1972    | Non disputé en raison des Jeux olympiques                                                     | Non disputé en raison des Jeux olympiques                                                  | Non disputé en raison des Jeux olympiques                                                 |
| 1973    | Pologne Lucjan Lis Ryszard Szurkowski Stanisław Szozda Tadeusz Mytnik                         | Union soviétique Youri Mikhailov Guennadi Komnatov Boris Choukhov Sergey Sinizin           | Suède Lennart Fagerlund Tord Filipsson Leif Hansson Sven-Åke Nilsson                      |
| 1974    | Suède Lennart Fagerlund Bernt Johansson Tord Filipsson Sven-Åke Nilsson                       | Union soviétique Guennadi Komnatov Rinat Charafuline Vladimir Kaminski Valeri Tchaplyguine | Allemagne de l'Est Hans-Joachim Hartnick Karl Dietrich Diers Horst Tischoff Gerhard Lauke |
| 1975    | Pologne Tadeusz Mytnik Mieczysław Nowicki Ryszard Szurkowski Stanisław Szozda                 | Union soviétique Guennadi Komnatov Valeri Tchaplyguine Aavo Pikkuus Vladimir Kaminski      | Tchécoslovaquie Petr Matoušek Vlastimil Moravec Vladimir Vondracek Petr Bucháček (en)     |
| 1976    | Non disputé en raison des Jeux olympiques                                                     | Non disputé en raison des Jeux olympiques                                                  | Non disputé en raison des Jeux olympiques                                                 |
| 1977    | Union soviétique Valeri Tchaplyguine Aavo Pikkuus Vladimir Kaminski Anatoli Tchoukanov        | Italie Mirko Bernardi Mauro De Pellegrin Vito Da Ros Dino Porrini                          | Pologne Tadeusz Mytnik Mieczysław Nowicki Stanisław Szozda Czesław Lang                   |
| 1978    | Pays-Bas Guus Bierings Bert Oosterbosch Bart Van Est Jan van Houwelingen                      | Union soviétique Aavo Pikkuus Vladimir Kaminski Algimantas Guzevičius Vladimir Kouznetsov  | Suisse Gilbert Glaus Stefan Mutter Richard Trinkler Kurt Ehrensperger                     |
| 1979    | Allemagne de l'Est Bernd Drogan Hans-Joachim Hartnick Andreas Petermann Falk Boden            | Pologne Jan Jankiewicz Czesław Lang Stefan Ciekanski Witold Plutecki                       | Norvège Geir Digerud Morten Saether Jostein Wilmann Hans-Peter Odegaard                   |
| 1980    | Non disputé en raison des Jeux olympiques                                                     | Non disputé en raison des Jeux olympiques                                                  | Non disputé en raison des Jeux olympiques                                                 |
| 1981    | Allemagne de l'Est Falk Boden Bernd Drogan Mario Kummer Olaf Ludwig                           | Union soviétique Youri Kachirine Oleg Logvine Sergueï Kadazki Anatoli Yarkine              | Tchécoslovaquie Milan Jurčo Michal Klasa Alipi Kostadinov Jiří Škoda                      |
| 1982    | Pays-Bas Maarten Ducrot Gerard Schipper Gerrit Solleveld Frits Van Bindsbergen                | Suisse Alfred Achermann Daniel Heggli Richard Trinkler Urs Zimmermann                      | Union soviétique Youri Kachirine Oleg Logvine Sergueï Voronine Oleh Petrovich Chuzhda     |
| 1983    | Union soviétique Youri Kachirine Sergueï Navolokine Oleh Petrovich Chuzhda Alexandre Zinoviev | Suisse Daniel Heggli Heinz Imboden Othmar Haefliger Benno Wiss                             | Norvège Terje Gjengaar Dag Hopen Hans-Peter Odegaard Tom Pedersen                         |
| 1984    | Non disputé en raison des Jeux olympiques                                                     | Non disputé en raison des Jeux olympiques                                                  | Non disputé en raison des Jeux olympiques                                                 |
| 1985    | Union soviétique Vasyl Zhdanov Viktor Klimov Igor Sumnikov Alexandre Zinoviev                 | Tchécoslovaquie Vladimir Hruza Milan Jurčo Michal Klasa Milan Kren                         | Italie Marcello Bartalini Massimo Podenzana Eros Poli Claudio Vandelli                    |
| 1986    | Pays-Bas Tom Cordes Gerrit de Vries John Talen Rob Harmeling                                  | Italie Eros Poli Massimo Podenzana Mario Scirea Flavio Vanzella                            | Allemagne de l'Est Uwe Ampler Uwe Raab Mario Kummer Dan Radtke                            |
| 1987    | Italie Roberto Fortunato Eros Poli Mario Scirea Flavio Vanzella                               | Union soviétique Viktor Klimov Assiat Saitov Igor Sumnikov Evgueni Zagrebelny              | Autriche Helmut Wechselberger Bernard Rassinger Mario Traxl Johann Lienhart               |
| 1988    | Non disputé en raison des Jeux olympiques                                                     | Non disputé en raison des Jeux olympiques                                                  | Non disputé en raison des Jeux olympiques                                                 |
| 1989    | Allemagne de l'Est Mario Kummer Maik Landsmann Jan Schur Falk Boden                           | Pologne Zenon Jaskuła Joachim Halupczok Marek Leśniewski Andrzej Sypytkowski               | Union soviétique Yuri Manuylov Viktor Klimov Evgueni Zagrebelny Oleh Halkin               |
| 1990    | Union soviétique Oleh Halkin Rouslan Zotov Igor Patenko Alexander Markovich                   | Allemagne de l'Est Maik Landsmann Uwe Peschel Uwe Berndt Falk Boden                        | Allemagne de l'Ouest Rolf Aldag Kai Hundertmarck Raimund Lehnert Michael Rich             |
| 1991    | Italie Flavio Anastasia Luca Colombo Gianfranco Contri Andrea Peron                           | Allemagne Uwe Berndt Bernd Dittert Uwe Peschel Michael Rich                                | Norvège Stig Kristiansen Johnny Saether Roar Skaane Bjørn Stenersen                       |
| 1992    | Non disputé en raison des Jeux olympiques                                                     | Non disputé en raison des Jeux olympiques                                                  | Non disputé en raison des Jeux olympiques                                                 |
| 1993    | Italie Rossano Brasi Gianfranco Contri Rosario Fina Cristian Salvato                          | Allemagne Christian Meyer Uwe Peschel Michael Rich Andreas Walzer                          | Suisse Roman Jeker Beat Meister Markus Kennel Roland Meier                                |
| 1994    | Italie Cristian Salvato Gianfranco Contri Luca Colombo Dario Andriotto                        | France Jean-François Anti Dominique Bozzi Pascal Deramé Christophe Moreau                  | Allemagne Ralf Grabsch Uwe Peschel Michael Rich Jan Schaffrath                            |

## Statistiques

### Tableau des médailles
| Rang  | Nation             | Or | Argent | Bronze | Total |
| ----- | ------------------ | -- | ------ | ------ | ----- |
| 1     | Italie             | 7  | 3      | 4      | 14    |
| 2     | Union soviétique   | 5  | 6      | 3      | 14    |
| 3     | Suède              | 4  | 0      | 1      | 5     |
| 4     | Pays-Bas           | 3  | 2      | 1      | 6     |
| 5     | Allemagne de l'Est | 3  | 1      | 2      | 6     |
| 6     | Pologne            | 2  | 2      | 2      | 6     |
| 7     | Danemark           | 1  | 3      | 0      | 4     |
| 8     | France             | 1  | 1      | 1      | 3     |
| 9     | Belgique           | 1  | 0      | 1      | 2     |
| 10    | Suisse             | 0  | 3      | 3      | 6     |
| 11    | Tchécoslovaquie    | 0  | 2      | 2      | 4     |
| 11    | Allemagne          | 0  | 2      | 2      | 4     |
| 13    | Espagne            | 0  | 2      | 0      | 2     |
| 14    | Norvège            | 0  | 0      | 3      | 3     |
| 15    | Uruguay            | 0  | 0      | 1      | 1     |
| 15    | Autriche           | 0  | 0      | 1      | 1     |
| Total | Total              | 27 | 27     | 27     | 81    |

### Par coureurs
| Rang | Coureur            | Pays               | Or | Argent | Bronze | Total |
| ---- | ------------------ | ------------------ | -- | ------ | ------ | ----- |
| 1    | Falk Boden         | Allemagne de l'Est | 3  | 1      | 0      | 4     |
| 2    | Gianfranco Contri  | Italie             | 3  | 0      | 0      | 3     |
| 2    | Erik Pettersson    | Suède              | 3  | 0      | 0      | 3     |
| 2    | Gösta Pettersson   | Suède              | 3  | 0      | 0      | 3     |
| 2    | Sture Pettersson   | Suède              | 3  | 0      | 0      | 3     |
| 2    | Tomas Pettersson   | Suède              | 3  | 0      | 0      | 3     |
| 7    | Stanisław Szozda   | Pologne            | 2  | 0      | 2      | 4     |
| 8    | Luciano Dalla Bona | Italie             | 2  | 0      | 1      | 3     |
| 8    | Pietro Guerra      | Italie             | 2  | 0      | 1      | 3     |
| 8    | Mario Kummer       | Allemagne de l'Est | 2  | 0      | 1      | 3     |
| 8    | Tadeusz Mytnik     | Pologne            | 2  | 0      | 1      | 3     |